# ファイアハウス・ファイブ・プラス・トゥー

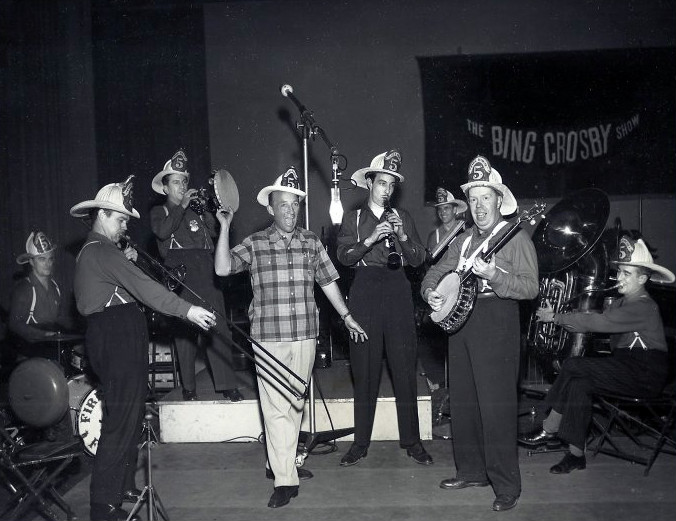
ビング・クロスビーのCBSラジオ番組に出演するクロスビーとバンド（1950年）

ファイアハウス・ファイブ・プラス・トゥー（The Firehouse Five Plus Two）は、アメリカ合衆国のディキシーランド・ジャズ・バンドである。

## 概要
メンバーは全員、ウォルト・ディズニー・スタジオに在籍する芸術家、漫画家、アニメーション製作者、音響効果技術者、助監督、プロデューサー等で、純粋な素人の音楽家から成るジャズ・バンドである。
1949年に結成された。同年に創立したコンテンポラリー・レコード社のレーベル「グッド・タイム・ジャズ・レコード」を一躍有名にした。

## メンバー

### 第1期
1949年〜1951年
- ウォード・キンボール (Ward Kimball) - トロンボーン、リーダー、サイレン、タンブリン、効果音
- ダニー・アルガイア (Danny Alguire) - コルネット
ディズニー・スタジオの助監督を務めていた。
- クラーク・マレリー (Clarke Mallery) - クラリネット
1941年にディズニー・スタジオに入社したが、1953年にフリーとして独立し、自分のバンドを結成した。
- フランク・トーマス (Frank Thomas) - ピアノ
- ハーパー・ゴフ (Harper Goff) - バンジョー
- エド・ペナー (Erdman (Ed) Penner) - チューバ（初期の録音ではバス・サクソフォーン）
ヴァイオリン奏者から画家に転向し、ディズニー・スタジオに入社した。
- モンテ・マウントジョイ (Monte Mountjoy) - ドラムス
メンバーでただ一人のプロの奏者。アニメーションを担当していた。

### 第2期
1954年〜1960年
- ウォード・キンボール - トロンボーン、リーダー、サイレン、タンブリン、効果音
- ダニー・アルガイア - コルネット
- ジョージ・プロバート（英語版） - ソプラノ・サクソフォーン、クラリネット
- フランク・トーマス - ピアノ
- ディック・ロバーツ（英語版） - バンジョー
- ドン・キンチ (Don Kinch) - チューバ
- エディ・フォレスト (Eddie Forrest) - ドラムス
- ジム・マクドナルド (Jimmy MacDonald) - ドラムス
- ジョージ・ブランズ (George Bruns) - チューバ、トロンボーン

## ディスコグラフィ

### アルバム
- The Firehouse Five Plus Two Story, Part One (1951年)
- The Firehouse Five Plus Two Story, Part Two (1951年)
- The Firehouse Five Plus Two Story, Part Three (1952年)
- The Firehouse Five Plus Two Story, Part Four (1952年)
- 『"恋はやさし"の巻』 - Plays for Lovers (1956年)
- 『南部へ行く』 - Volume Five: Goes South! (1956年)
- 『海へ行く』 - Goes To Sea (1957年)
- 『聖者の行進〜ディキシーランド・ジャズ』 - Dixieland Favorites (1960年)
- 『ドタバタ・パーティの巻』 - Crashes a Party (1960年)
- 『世界漫遊の巻』 - Around the World (1961年)
- At Disneyland (1962年)
- Goes To a Fire (1964年)
- 『帰ってきた消防隊5人組』 - Twenty Years Later (1970年)
- Live at Earthquake McGoon's (1970年)
- 『1957〜1962年の4アルバム』 - Havin' A Blast With The Firehouse Five Plus Two (2015年) ※コンピレーション